# Вер, Фрэнсис де
Сэр Фре́нсис (де) Вир (англ. Francis (de) Vere; ок. 1560 — 18 августа 1609) — английский генерал, прославившийся в военных действиях на территории Исторических Нидерландов.

## Биография
Фрэнсис принадлежал к семье де Веров, главы которой более пяти с половиной веков носили титул графа Оксфорда. Сэр Френсис родился в семье Джеффри (де) Вера — младшего сына 15-го графа Оксфорда (ок. 1482/88 — 1539/40) — и Элизабет Хардкин (Elizabeth Hardkyn). Его младший брат — крупный военный деятель Горацио де Вер.
Военную службу начал в корпусе графа Лестера, которого королева Елизавета послала на помощь Голландским штатам. Отличился там храбростью; в 1596 году был назначен комендантом важной крепости — Флессингена, которую сам граф Эссекс домогался получить в своё начальство.
В 1593 году был избран членом английского парламента от Леоминстера (Leominster). Участвовал в экспедиции против Кадиса. Вернулся в Голландию в 1597 году, ещё более отличился и получил начальство над бывшими там английскими войсками со званием Брилльского губернатора. В 1601 году он с 700 человек, подкреплённых несколькими английскими ротами, выдержал в Остенде восьмимесячную осаду (с июля 1601 по март 1602) против эрцгерцога Альбрехта и 12 тыс. испанских солдат; успешно отразил все неприятельские приступы, хотя 163 200 пушечных выстрелов превратили город в кучу развалин; отстоял крепость и сдал начальство над ней своему преемнику полковнику ван Дорпу (Frédéric van Dorp).
После заключения мира в 1604 году Вер вышел в отставку. Умер в 1609 году; был похоронен в Вестминстерском аббатстве. Женат не был, потомства не оставил.
Поэт и драматург Тернер посвятил ему стихотворение «A Funeralt Poeme Upon the Death of the Most Worthie and True Soldier, Sir Francis Vere, Knight…» (1609).

## Сочинения
Его военные записки были изданы Лиллингемом в 1657 году.